# سانتياغو أوستولازا
سانتياغو أوستولازا (بالإسبانية: Santiago Ostolaza) (مواليد 10 يوليو 1962) هو لاعب كرة قدم. يلعب مع منتخب الأوروغواي لكرة القدم. سبق له أن لعب في كأس العالم لكرة القدم مع منتخب بلاده.

## روابط خارجية
- سانتياغو أوستولازا على موقع الاتحاد الدولي (مؤرشف)  (الإنجليزية)
- سانتياغو أوستولازا على موقع الاتحاد الأوربي (الإنجليزية)
- سانتياغو أوستولازا على موقع قاعدة بيانات كرة القدم.إي يو (الإنجليزية)
- سانتياغو أوستولازا على موقع ناشيونال فوتبول تيمز (الإنجليزية)
- سانتياغو أوستولازا على موقع Soccerway.com (الإنجليزية)